# Mustelidae

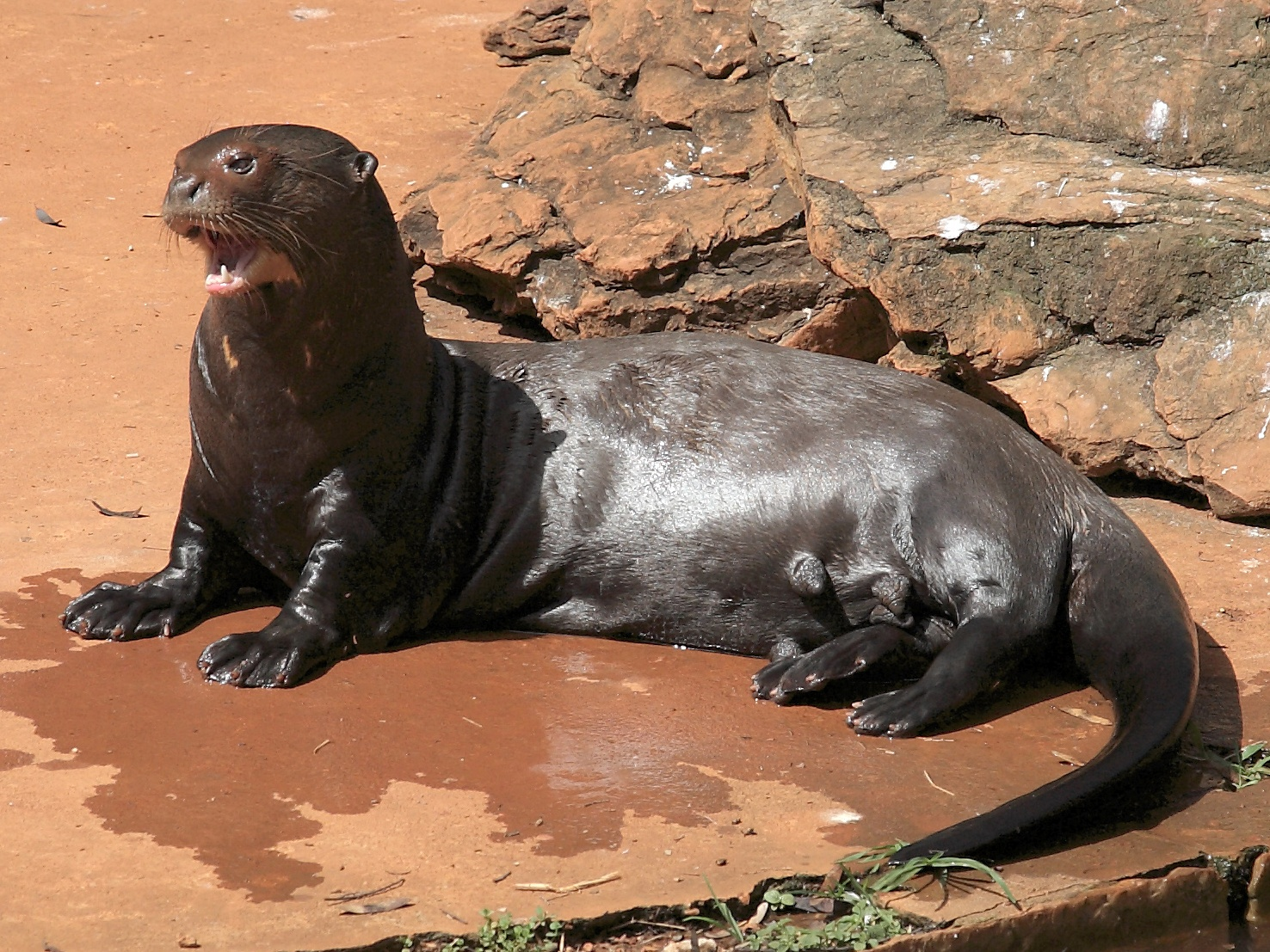
La lontra gigante del Brasile è uno dei Mustelidi più grandi.

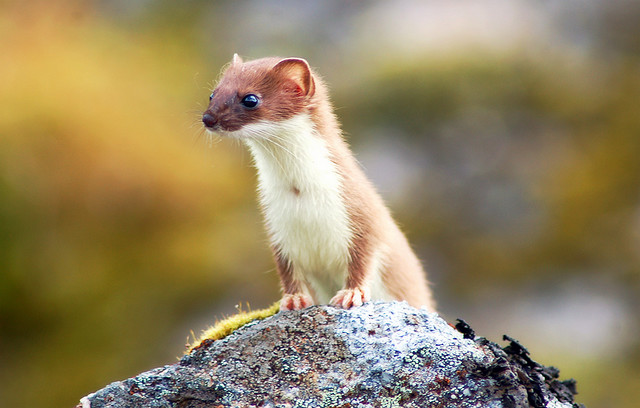
La donnola è uno dei Mustelidi più piccoli.

I Mustelidi (Mustelidae Fischer, 1817) sono una famiglia di carnivori caniformi (Canoidea). Ad essi sono ascritte specie quali le lontre, i tassi, i tassi furetto, le specie della sottofamiglia Guloninae (come il ghiottone, la faina e la martora comune), le specie della sottofamiglia Mustelinae (come il visone, l'ermellino, la donnola) e le specie delle sottofamiglie Ictonychinae, Taxidiinae e Mellivorinae. 
Le moffette, che in passato venivano anch'esse annoverate tra i Mustelidi, vengono ora considerate come una famiglia separata: i Mefitidi.

## Descrizione
La maggior parte dei Mustelidi presenta una struttura fisica allungata, snella e affusolata; solo tassi e ghiottoni sono animali tozzi e piuttosto goffi. La pelliccia è per lo più di colore marrone o nero, con alcune specie che presentano macchie, strisce o disegni sulla gola. Diverse specie presentano dei disegni facciali caratteristici costituiti da zone chiare e scure contrastanti. I tassi eurasiatici, ad esempio, mostrano un motivo a bande bianche e nere. La loro utilità, comunque, non è del tutto chiara: forse dovrebbero segnalare a potenziali predatori che si tratta di avversari combattivi e quindi scoraggiarli. In alcune specie, come la puzzola marmorizzata, la zorilla comune o la zorilla della Libia, queste strisce si estendono in modo sorprendente su tutto il corpo: tutte queste specie sono in grado di espellere liquidi maleodoranti dalle loro ghiandole anali. Le specie nordiche, come l'ermellino, la donnola dalla lunga coda e la donnola, sono in grado di cambiare il colore della loro pelliccia a seconda delle stagioni, dal bianco in inverno al marrone in estate. Tuttavia, questo cambiamento estremo di colore si verifica solo nelle parti settentrionali del loro areale. La colorazione è controllata dagli ormoni e dipende dalla quantità di luce diurna e dalla temperatura. La coda della maggior parte dei Mustelidi è lunga e pelosa, ma i tassi hanno code relativamente piccole. Gli arti sono generalmente corti, con cinque artigli ricurvi e non retrattili su ciascuna zampa. Il cranio è caratterizzato da un muso corto e da orecchie relativamente piccole. Il numero di denti varia a seconda della specie da 28 a 38; caratteristica è la perdita del secondo molare superiore. La maggior parte dei Mustelidi è dotata di ghiandole anali ben sviluppate, simili a quelle delle moffette, la cui secrezione può essere utilizzata per marcare il territorio e, in alcune specie, anche per la difesa. Nelle lontre, tuttavia, le ghiandole anali sono debolmente sviluppate e, a quanto sembra, completamente assenti nella lontra marina. Tutti i Mustelidi possiedono delle vibrisse, che sono particolarmente pronunciate nelle lontre, tanto che talvolta sporgono dalle loro teste quando gli animali sono sott'acqua.
La struttura dei diversi Mustelidi corrisponde alle loro tecniche di caccia e al loro stile di vita. Mentre le donnole hanno un'andatura digitigrada, i tassi possono essere considerati dei veri e propri plantigradi. Alcuni rappresentanti arboricoli della famiglia, come le martore in senso stretto (genere Martes), si muovono in parte sulle piante dei piedi, in parte sulle dita. Le donnole e le puzzole hanno una struttura allungata in modo da poter seguire i piccoli animali all'interno dei passaggi sotterranei. Anche i tassi conducono parte della loro vita sottoterra e presentano un corpo tozzo e potenti artigli per scavare. I Mustelidi arboricoli sono caratterizzati da artigli affilati perfetti per arrampicarsi e da lunghe code che fungono da organo di bilanciamento. Quelli semi-acquatici e acquatici, come lontre e visoni, sono caratterizzati da corpi allungati a forma di siluro e potenti code simili a remi, alcune delle quali addirittura appiattite sui lati. Le zampe dei Mustelidi acquatici sono corte e palmate; tuttavia, i visoni possiedono solamente membrane interdigitali incomplete. La lontra marina, le cui zampe posteriori ricordano quelle dei Pinnipedi, è la più adatta alla vita acquatica.
Se paragonate ad altri Carnivori, la maggior parte dei Mustelidi è di dimensioni piuttosto piccole, ma la differenza di taglia tra i membri più piccoli e più grandi di questa famiglia è notevole: si va dalla minuscola donnola, la più piccola rappresentante dell'intero ordine dei Carnivori, dal peso che si aggira intorno ai 25 g, alla lontra marina, alla lontra gigante del Brasile e al ghiottone, che possono pesare oltre 30 chilogrammi. La maggior parte delle specie mostra un dimorfismo sessuale pronunciato in termini di dimensioni corporee: i maschi sono in media il 25% più pesanti delle femmine. I maschi dei Mustelidi hanno un osso penico di forma diversa a seconda delle specie.
La dentatura è molto variabile e le sue caratteristiche dipendono dalla dieta. A seconda delle specie, i Mustelidi hanno dai 28 ai 38 denti. Tutti presentano i denti carnassiali tipici dei Carnivori, formati dal quarto premolare superiore e dal primo molare inferiore. Questi sono particolarmente taglienti nei carnivori specializzati come le donnole, mentre in altre forme sono fortemente robusti e formano delle vere e proprie cesoie frantumatrici per rompere i rivestimenti duri. La lontra marina, la lontra dalle guance bianche e la lontra senza unghie, che si nutrono prevalentemente di crostacei, hanno denti carnassiali robusti che ricordano i molari. In queste specie, i molari stessi sono particolarmente forti. I canini dei Mustelidi sono lunghi, gli incisivi non specializzati.

## Distribuzione e habitat
I Mustelidi sono diffusi in quasi tutto il mondo, essendo assenti solo nella regione australiano-oceanica, in Madagascar, nei Caraibi e in altri gruppi insulari remoti e in Antartide. La maggior parte delle specie si trova in Eurasia. L'Africa ospita nove specie, l'America meridionale ospita quattro diverse specie di lontre, le due specie di grigioni (genere Galictis), il lincodonte della Patagonia e tre specie del genere Mustela, nonché il taira, che popola anche le parti più meridionali dell'America settentrionale. La lontra sudamericana e il grigione maggiore, oltre all'America meridionale, popolano anche parti dell'America centrale e settentrionale. Nell'America settentrionale sono presenti inoltre il tasso americano, il ghiottone, la martora americana, la martora di Pennant, la lontra canadese, il visone americano e quattro specie di donnole o furetti (genere Mustela). Due specie di Mustelidi, l'ermellino e la donnola, sono state introdotte in Nuova Zelanda dall'uomo.
Le diverse specie di Mustelidi abitano una grande varietà di habitat, dalle foreste temperate e boreali alle foreste pluviali tropicali, passando per le steppe, le savane e la tundra. Tuttavia, solo raramente si spingono in habitat estremamente aridi. Molte specie dipendono dalla vicinanza dell'acqua e vivono lungo fiumi e laghi, alcune anche sulla costa del mare. Questa affinità per l'acqua è più spiccata nelle lontre: la lontra marina vive anche nelle acque aperte del Pacifico settentrionale e può essere considerata una specie quasi completamente acquatica. Dal momento che i Mustelidi, essendo animali relativamente piccoli, vengono cacciati da numerosi predatori più grandi, sono strettamente dipendenti dai loro rifugi, che usano come luoghi di riposo. In molti luoghi diverse specie di Mustelidi convivono tranquillamente lo stesso areale. Nelle isole britanniche sette specie vivono fianco a fianco.

## Biologia

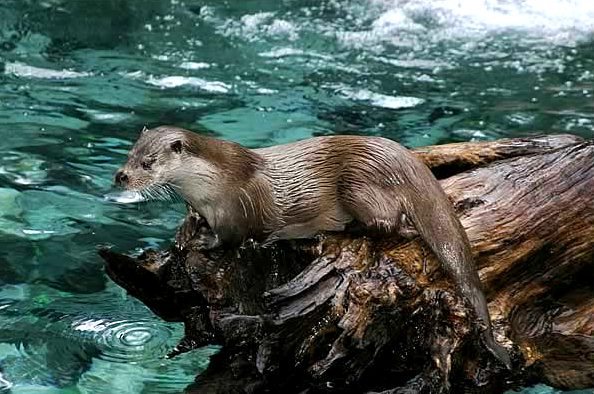
Le lontre conducono uno stile di vita semi-acquatico.

La maggior parte delle specie sono crepuscolari e notturne, ma alcune vanno in cerca di cibo anche durante il giorno. Molti Mustelidi utilizzano come luoghi di riposo tane o altri ripari, che si scavano da soli o che prendono in prestito da altri animali. Molte specie vivono sul terreno o, grazie alla loro forma snella, penetrano nelle tane sotterranee durante la caccia, altre rimangono spesso sugli alberi. Tra i Mustelidi sono numerosi gli ottimi nuotatori, soprattutto le lontre e i visoni. La maggior parte delle specie sono attive tutto l'anno, ma i tassi delle zone settentrionali vanno in letargo, poiché il loro cibo è difficile da raggiungere.

### Comportamento sociale
I Mustelidi sono animali per lo più solitari e territoriali che marcano i confini dei loro territori con la secrezione delle loro ghiandole anali, con l'urina o le feci. Hanno un olfatto molto sviluppato che viene utilizzato per localizzare le prede e per comunicare con i conspecifici; anche la vista e l'udito sono ben sviluppati. Ad eccezione di alcune specie di lontre e del tasso europeo, tutte le specie di Mustelidi sono solitarie. Le femmine di solito difendono territori abbastanza estesi dove trovano nutrimento per sé e per la loro prole. I territori dei maschi sono più ampi e si sovrappongono sempre a quelli di più femmine. Di regola, i territori dei maschi non si sovrappongono; le femmine sono più tolleranti, ma anche presso di loro le zone di sovrapposizione sembrano essere poche. Ciò che ne risulta è un sistema territoriale intra-sessuale che si sovrappone fortemente a quello del sesso opposto. I gruppi delle lontre giganti del Brasile di solito sono costituiti da una coppia riproduttiva e da pochi adolescenti, nonché dalla prole del rispettivo anno. Le lontre marine vivono in gruppi di sesso separato che a volte possono essere sorprendentemente grandi. I gruppi maschili delle lontre marine dell'Alaska a volte comprendono centinaia di esemplari. A differenza dei gruppi di femmine, i gruppi di maschi sono stabili solo per un periodo limitato e si dissolvono durante la stagione degli amori. Nelle isole britanniche i tassi europei a volte vivono in gruppi misti che comprendono al massimo 23 esemplari. Nel resto d'Europa, tuttavia, sono solitari o vivono in coppia. I Mustelidi sono generalmente silenziosi per non attirare l'attenzione dei predatori e di potenziali prede. Solo quando entrano in contatto diretto con altri animali o conspecifici si possono osservare più frequentemente vocalizzazioni. Le lontre senza unghie e le lontre giganti del Brasile, due specie che vivono insieme in gruppi, hanno rispettivamente dodici e nove tipi di richiami diversi per comunicare tra loro.

### Riproduzione
Il periodo di gestazione nei Mustelidi varia di solito da 30 a 60 giorni, ma in molte specie si verifica un impianto ritardato dell'ovulo fecondato nell'utero, in modo che possano trascorrere diversi mesi tra l'accoppiamento e la nascita. Di regola la femmina dà alla luce un'unica cucciolata all'anno. Alla nascita i piccoli dei Mustelidi sono del tutto inermi, essendo ciechi e indifesi, ma crescono rapidamente. Nella maggior parte delle specie i giovani raggiungono l'indipendenza dopo due mesi; la maturità sessuale di solito sopraggiunge tra sei mesi e due anni. L'aspettativa di vita in natura è di solito compresa tra cinque e venti anni.

## Alimentazione

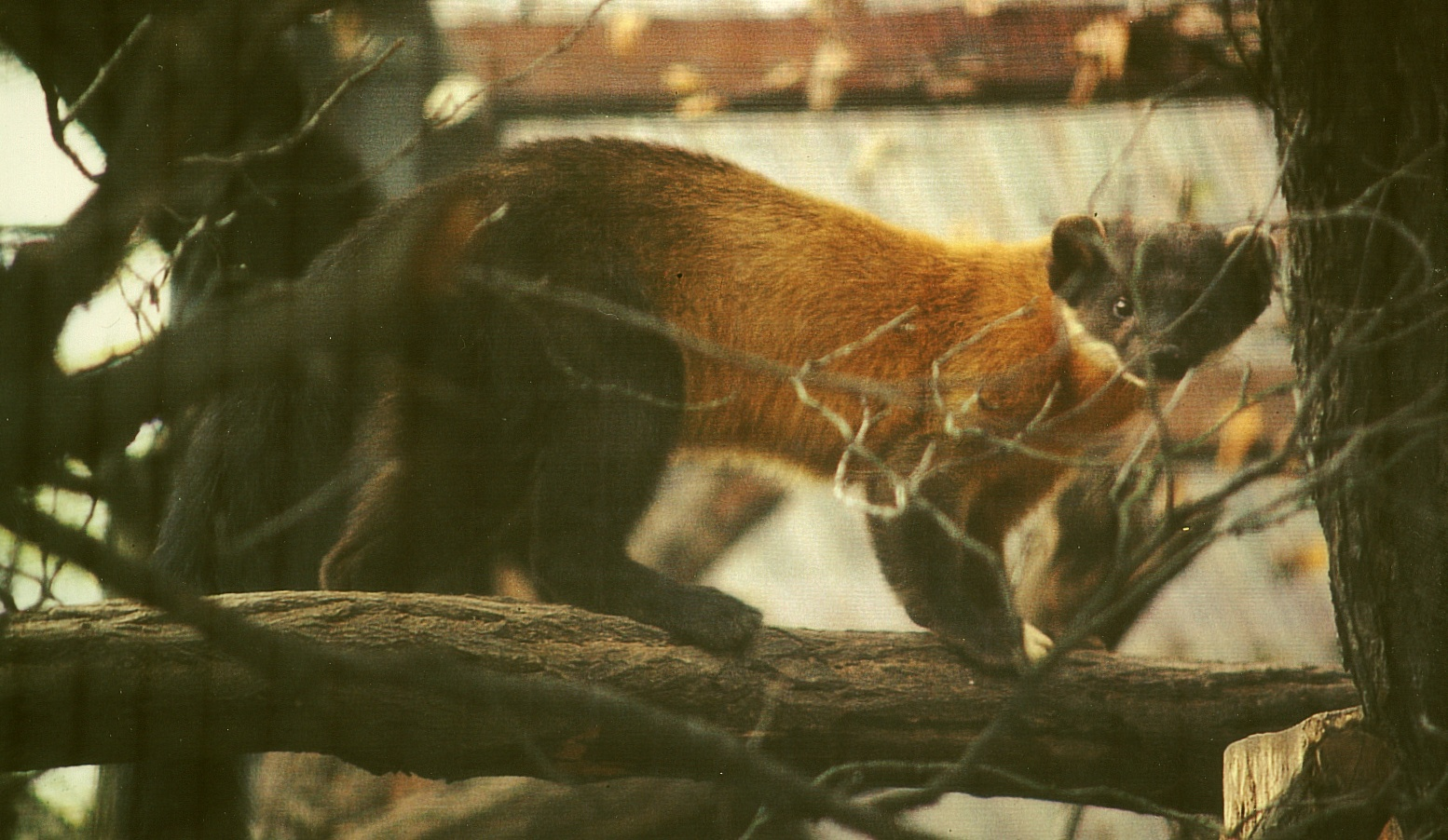
Martora dalla gola gialla.

I Mustelidi sono prevalentemente carnivori, ma a seconda della specie e della stagione mangiano anche cibo di origine vegetale in misura diversa. Lo spettro delle prede dei membri di questa famiglia è - tenuto anche conto delle loro dimensioni - considerevole. Ciò che molte specie hanno in comune, tuttavia, è il fatto di dare la caccia a prede che spesso sono considerevolmente più grandi di loro. Alcune specie di donnole predano conigli molto più pesanti e i ghiottoni attaccano animali delle dimensioni di una renna.
Rientrano nel loro menu vertebrati di ogni tipo, compresi piccoli mammiferi, uccelli e loro uova, rettili, anfibi e pesci, ma anche insetti, crostacei, vermi e molto altro ancora. Gli alimenti vegetali consistono in frutta, noci e tuberi.
Le donnole e le puzzole (Mustela), così come i visoni, sono quasi esclusivamente carnivori specializzati nella caccia a vari animali di piccole dimensioni e consumano solo occasionalmente frutta o bacche. Tra questi, l'ermellino e la donnola dalla lunga coda, ad esempio, cacciano principalmente conigli e roditori, mentre la donnola caccia i roditori più piccoli. I visoni, invece, si sono adattati a catturare prede acquatiche come rane, pesci, gamberi e invertebrati acquatici. Le martore (Martes) sono meno prettamente carnivore e a seconda della stagione e della disponibilità si nutrono anche di una grande quantità di frutta e bacche. Nel complesso, tuttavia, sono caratterizzate prevalentemente dal fatto di trascorrere gran parte della loro vita sugli alberi e di essere acerrime nemiche degli scoiattoli arboricoli. La martora di Pennant è inoltre specializzata nell'attaccare l'ursone, il porcospino dell'America settentrionale. Anche le carogne rappresentano una parte considerevole della dieta di questo Mustelide; il ghiottone, di dimensioni molto più grandi, dipende ancora più strettamente dalle carogne per la sua alimentazione. Anche se è in grado di cacciare da solo, spesso si nutre di quel che resta delle prede uccise dai lupi. I tassi furetto sembrano nutrirsi principalmente di piccoli animali e invertebrati. I tassi eurasiatici (Meles) sono dei tipici onnivori, mentre il tasso americano dell'America settentrionale può essere considerato per lo più un carnivoro. A volte forma coalizioni di caccia con i coyote per rintracciare e snidare roditori che vivono sottoterra: il tasso beneficia dell'acuto senso dell'olfatto del coyote e il coyote dei potenti artigli del tasso. Il tasso del miele si nutre principalmente di piccoli animali, insetti, radici e frutta e mostra una particolare predilezione per il miele. Le lontre si nutrono principalmente di pesci, rane e crostacei. La lontra marina mangia cozze, ricci di mare e pesci che rinviene sul fondale e per rompere i gusci più duri utilizza le pietre come strumenti.

## Rapporti con l'uomo

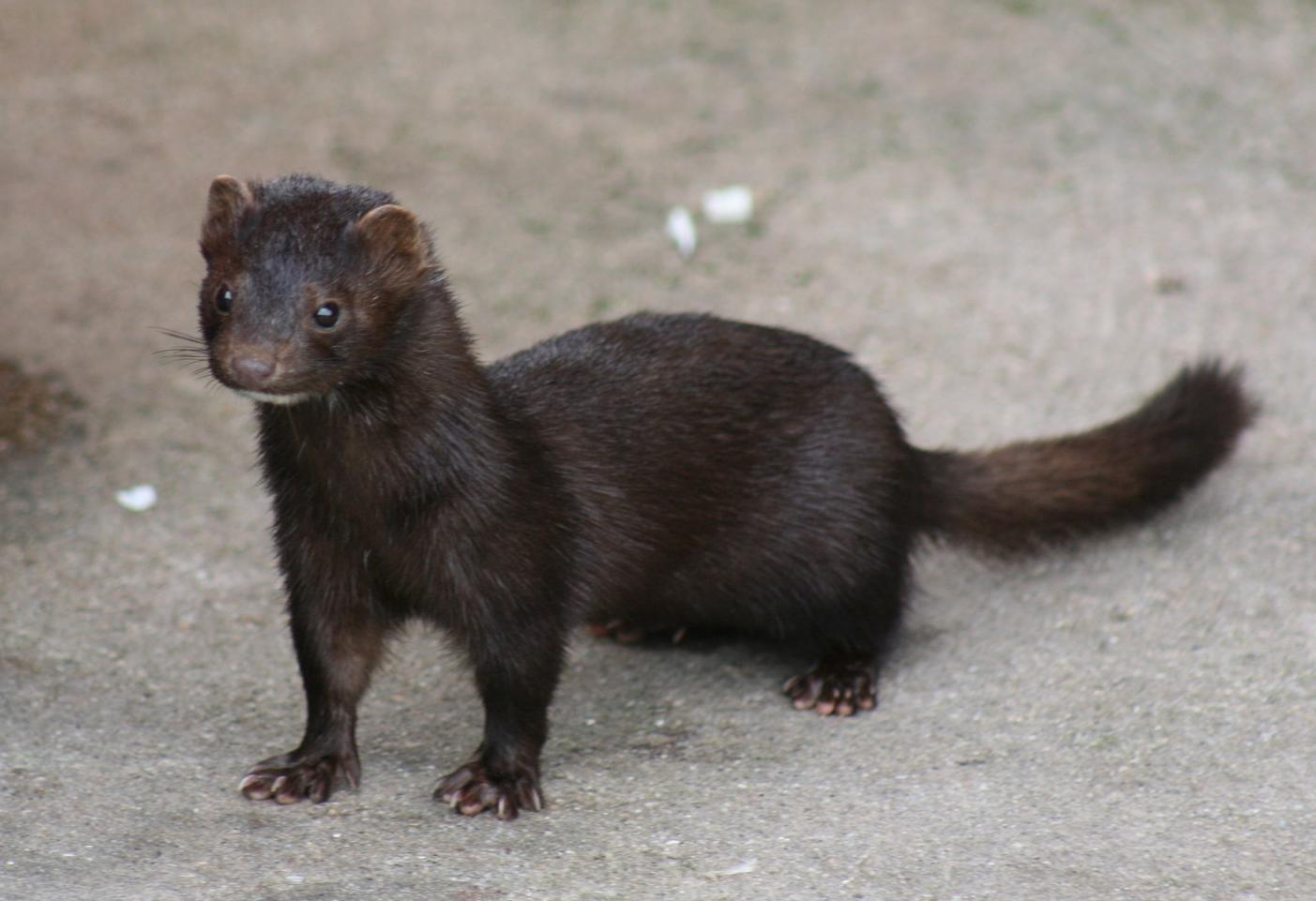
Molte specie di Mustelidi, compreso il visone americano, vengono cacciate per la loro pelliccia.

Gli esseri umani hanno una relazione ambivalente con molte specie di Mustelidi. Da un lato questi animali consumano un gran numero di roditori che vengono considerati nocivi e sono quindi tenuti come animali domestici; il furetto è stato persino addomesticato a partire dalla puzzola proprio per questo scopo. D'altra parte, a volte questi animali penetrano nei pollai o negli allevamenti di conigli, dove compiono delle vere stragi. Sono anche temuti per il fatto di rosicchiare i cavi elettrici delle auto, anche se questo comportamento è stato riscontrato solamente in un'unica specie, la faina. Nelle isole britanniche il tasso europeo è noto anche per essere un vettore della tubercolosi bovina. In alcuni luoghi, alcune specie di Mustelidi vengono ancora oggi cacciate con accanimento. In alcune regioni della Francia, la donnola, la puzzola e la faina sono considerate animali nocivi che possono essere legalmente intrappolati e uccisi.
Molte specie, tra cui l'ermellino, lo zibellino e i visoni, vengono cacciate per la loro pelliccia e talvolta allevate in apposite strutture. Lo sviluppo del continente nordamericano è stato in gran parte guidato dai cacciatori di pellicce, che cacciavano in particolare varie specie di Mustelidi. Oltre alla caccia, la distruzione dell'habitat è attualmente la principale minaccia per molti Mustelidi. Soprattutto la scomparsa delle foreste e l'inquinamento delle acque costituiscono serie minacce. Una specie di mustelide, il visone marino, si estinse nel XIX secolo a causa della caccia eccessiva. Attualmente la specie più minacciata della famiglia è la lutreola; il furetto dai piedi neri, pur essendosi già estinto in natura, è sopravvissuto in cattività grazie ai programmi di riproduzione e alcuni esemplari sono stati rimessi in libertà nelle praterie del Nordamerica. Oltre a questa specie, vengono classificate come specie in pericolo (Endangered) la lontra costiera, la lontra marina, la lontra gigante del Brasile, la lontra dal naso peloso, il tasso furetto del Borneo e la lontra australe. La lontra liscia, la lontra senza unghie, la puzzola marmorizzata, la martora dalla gola gialla indiana, il tasso naso di porco e la donnola colombiana vengono classificate come vulnerabili (Vulnerable), mentre la lontra comune, la lontra dalle guance bianche, la lontra dal collo macchiato, la donnola degli Altai, la lontra senza unghie del Congo, la lontra neotropicale e la donnola giapponese vengono classificate come prossime alla minaccia (Near Threatened). Le altre specie di Mustelidi non sono minacciate (39 specie) o sono così poco conosciute che non è ancora possibile valutarne lo stato di conservazione (3 specie).

## Tassonomia
La famiglia dei Mustelidi comprende 22 generi con 68 specie (delle quali due estintesi recentemente), il che ne fa la famiglia di Carnivori più ricca di specie. Mentre la relazione filogenetica dei Mustelidi è ampiamente fuori dubbio, la sua sistematica interna è stata a lungo oggetto di discussione. Wilson e Reeder (2005) suddivisero la famiglia in due sole sottofamiglie, le lontre (Lutrinae) e i Mustelinae, un raggruppamento che dovrebbe includere tutte le altre forme a esclusione delle lontre. Secondo recenti indagini genetiche, tuttavia, i Mustelinae sono da considerarsi parafiletici, poiché vari generi di questo gruppo sono più strettamente imparentati con le lontre che con altri rappresentanti dei Mustelidi. Gli studi genetici hanno anche dimostrato che il tasso del miele e il tasso americano formano due linee evolutive distinte che si separarono piuttosto presto dalle altre specie di Mustelidi: possono quindi essere considerati gli ultimi membri sopravvissuti delle loro sottofamiglie. I tassi e le martore rappresentano due rami laterali relativamente antichi, mentre i tassi furetto, gli Ictonychinae (grigioni, puzzola marmorizzata, lincodonte della Patagonia, Ictonyx, Poecilogale), le lontre e i Mustelinae (visoni, puzzole, donnole) formano un gruppo all'interno del quale le lontre e i Mustelinae formano un cosiddetto sister group.
|  | \| \| Lutrinae (lontre) \| \| \| \| \| \| Mustelinae (Mustela e Neogale) \| \| \| \| |
|  |                                                                                      |
|  | Ictonychinae (Galictis, Vormela, Ictonyx, Poecilogale, Lyncodon)                     |
|  |                                                                                      |
|  | Helictidinae (tassi furetto)                                                         |
|  |                                                                                      |
|  | Lutrinae (lontre)                                                                    |
|  |                                                                                      |
|  | Mustelinae (Mustela e Neogale)                                                       |
|  |                                                                                      |

|  | Lutrinae (lontre)              |
|  |                                |
|  | Mustelinae (Mustela e Neogale) |
|  |                                |

|  | Guloninae (martore in senso stretto, martora di Pennant, taira, ghiottone) |
|  |                                                                            |
|  | Melinae (Arctonyx, Meles)                                                  |
|  |                                                                            |

|  | \| \| Lutrinae (lontre) \| \| \| \| \| \| Mustelinae (Mustela e Neogale) \| \| \| \| |
|  |                                                                                      |
|  | Ictonychinae (Galictis, Vormela, Ictonyx, Poecilogale, Lyncodon)                     |
|  |                                                                                      |
|  | Helictidinae (tassi furetto)                                                         |
|  |                                                                                      |
|  | Lutrinae (lontre)                                                                    |
|  |                                                                                      |
|  | Mustelinae (Mustela e Neogale)                                                       |
|  |                                                                                      |

|  | Lutrinae (lontre)              |
|  |                                |
|  | Mustelinae (Mustela e Neogale) |
|  |                                |

|  | Guloninae (martore in senso stretto, martora di Pennant, taira, ghiottone) |
|  |                                                                            |
|  | Melinae (Arctonyx, Meles)                                                  |
|  |                                                                            |

|  | \| \| Lutrinae (lontre) \| \| \| \| \| \| Mustelinae (Mustela e Neogale) \| \| \| \| |
|  |                                                                                      |
|  | Ictonychinae (Galictis, Vormela, Ictonyx, Poecilogale, Lyncodon)                     |
|  |                                                                                      |
|  | Helictidinae (tassi furetto)                                                         |
|  |                                                                                      |
|  | Lutrinae (lontre)                                                                    |
|  |                                                                                      |
|  | Mustelinae (Mustela e Neogale)                                                       |
|  |                                                                                      |

|  | Lutrinae (lontre)              |
|  |                                |
|  | Mustelinae (Mustela e Neogale) |
|  |                                |

|  | Guloninae (martore in senso stretto, martora di Pennant, taira, ghiottone) |
|  |                                                                            |
|  | Melinae (Arctonyx, Meles)                                                  |
|  |                                                                            |

|  | \| \| Lutrinae (lontre) \| \| \| \| \| \| Mustelinae (Mustela e Neogale) \| \| \| \| |
|  |                                                                                      |
|  | Ictonychinae (Galictis, Vormela, Ictonyx, Poecilogale, Lyncodon)                     |
|  |                                                                                      |
|  | Helictidinae (tassi furetto)                                                         |
|  |                                                                                      |
|  | Lutrinae (lontre)                                                                    |
|  |                                                                                      |
|  | Mustelinae (Mustela e Neogale)                                                       |
|  |                                                                                      |

|  | Lutrinae (lontre)              |
|  |                                |
|  | Mustelinae (Mustela e Neogale) |
|  |                                |

|  | Guloninae (martore in senso stretto, martora di Pennant, taira, ghiottone) |
|  |                                                                            |
|  | Melinae (Arctonyx, Meles)                                                  |
|  |                                                                            |

|  | \| \| Lutrinae (lontre) \| \| \| \| \| \| Mustelinae (Mustela e Neogale) \| \| \| \| |
|  |                                                                                      |
|  | Ictonychinae (Galictis, Vormela, Ictonyx, Poecilogale, Lyncodon)                     |
|  |                                                                                      |
|  | Helictidinae (tassi furetto)                                                         |
|  |                                                                                      |
|  | Lutrinae (lontre)                                                                    |
|  |                                                                                      |
|  | Mustelinae (Mustela e Neogale)                                                       |
|  |                                                                                      |

|  | Lutrinae (lontre)              |
|  |                                |
|  | Mustelinae (Mustela e Neogale) |
|  |                                |

|  | Guloninae (martore in senso stretto, martora di Pennant, taira, ghiottone) |
|  |                                                                            |
|  | Melinae (Arctonyx, Meles)                                                  |
|  |                                                                            |

|  | \| \| Lutrinae (lontre) \| \| \| \| \| \| Mustelinae (Mustela e Neogale) \| \| \| \| |
|  |                                                                                      |
|  | Ictonychinae (Galictis, Vormela, Ictonyx, Poecilogale, Lyncodon)                     |
|  |                                                                                      |
|  | Helictidinae (tassi furetto)                                                         |
|  |                                                                                      |
|  | Lutrinae (lontre)                                                                    |
|  |                                                                                      |
|  | Mustelinae (Mustela e Neogale)                                                       |
|  |                                                                                      |

|  | Lutrinae (lontre)              |
|  |                                |
|  | Mustelinae (Mustela e Neogale) |
|  |                                |

|  | Guloninae (martore in senso stretto, martora di Pennant, taira, ghiottone) |
|  |                                                                            |
|  | Melinae (Arctonyx, Meles)                                                  |
|  |                                                                            |

|  | \| \| Lutrinae (lontre) \| \| \| \| \| \| Mustelinae (Mustela e Neogale) \| \| \| \| |
|  |                                                                                      |
|  | Ictonychinae (Galictis, Vormela, Ictonyx, Poecilogale, Lyncodon)                     |
|  |                                                                                      |
|  | Helictidinae (tassi furetto)                                                         |
|  |                                                                                      |
|  | Lutrinae (lontre)                                                                    |
|  |                                                                                      |
|  | Mustelinae (Mustela e Neogale)                                                       |
|  |                                                                                      |

|  | Lutrinae (lontre)              |
|  |                                |
|  | Mustelinae (Mustela e Neogale) |
|  |                                |

|  | Guloninae (martore in senso stretto, martora di Pennant, taira, ghiottone) |
|  |                                                                            |
|  | Melinae (Arctonyx, Meles)                                                  |
|  |                                                                            |

|  | \| \| Lutrinae (lontre) \| \| \| \| \| \| Mustelinae (Mustela e Neogale) \| \| \| \| |
|  |                                                                                      |
|  | Ictonychinae (Galictis, Vormela, Ictonyx, Poecilogale, Lyncodon)                     |
|  |                                                                                      |
|  | Helictidinae (tassi furetto)                                                         |
|  |                                                                                      |
|  | Lutrinae (lontre)                                                                    |
|  |                                                                                      |
|  | Mustelinae (Mustela e Neogale)                                                       |
|  |                                                                                      |

|  | Lutrinae (lontre)              |
|  |                                |
|  | Mustelinae (Mustela e Neogale) |
|  |                                |

|  | Guloninae (martore in senso stretto, martora di Pennant, taira, ghiottone) |
|  |                                                                            |
|  | Melinae (Arctonyx, Meles)                                                  |
|  |                                                                            |

|  | \| \| Lutrinae (lontre) \| \| \| \| \| \| Mustelinae (Mustela e Neogale) \| \| \| \| |
|  |                                                                                      |
|  | Ictonychinae (Galictis, Vormela, Ictonyx, Poecilogale, Lyncodon)                     |
|  |                                                                                      |
|  | Helictidinae (tassi furetto)                                                         |
|  |                                                                                      |
|  | Lutrinae (lontre)                                                                    |
|  |                                                                                      |
|  | Mustelinae (Mustela e Neogale)                                                       |
|  |                                                                                      |

|  | Lutrinae (lontre)              |
|  |                                |
|  | Mustelinae (Mustela e Neogale) |
|  |                                |

|  | Guloninae (martore in senso stretto, martora di Pennant, taira, ghiottone) |
|  |                                                                            |
|  | Melinae (Arctonyx, Meles)                                                  |
|  |                                                                            |

|  | \| \| Lutrinae (lontre) \| \| \| \| \| \| Mustelinae (Mustela e Neogale) \| \| \| \| |
|  |                                                                                      |
|  | Ictonychinae (Galictis, Vormela, Ictonyx, Poecilogale, Lyncodon)                     |
|  |                                                                                      |
|  | Helictidinae (tassi furetto)                                                         |
|  |                                                                                      |
|  | Lutrinae (lontre)                                                                    |
|  |                                                                                      |
|  | Mustelinae (Mustela e Neogale)                                                       |
|  |                                                                                      |

|  | Lutrinae (lontre)              |
|  |                                |
|  | Mustelinae (Mustela e Neogale) |
|  |                                |

|  | Guloninae (martore in senso stretto, martora di Pennant, taira, ghiottone) |
|  |                                                                            |
|  | Melinae (Arctonyx, Meles)                                                  |
|  |                                                                            |

|  | \| \| Lutrinae (lontre) \| \| \| \| \| \| Mustelinae (Mustela e Neogale) \| \| \| \| |
|  |                                                                                      |
|  | Ictonychinae (Galictis, Vormela, Ictonyx, Poecilogale, Lyncodon)                     |
|  |                                                                                      |
|  | Helictidinae (tassi furetto)                                                         |
|  |                                                                                      |
|  | Lutrinae (lontre)                                                                    |
|  |                                                                                      |
|  | Mustelinae (Mustela e Neogale)                                                       |
|  |                                                                                      |

|  | Lutrinae (lontre)              |
|  |                                |
|  | Mustelinae (Mustela e Neogale) |
|  |                                |

|  | Guloninae (martore in senso stretto, martora di Pennant, taira, ghiottone) |
|  |                                                                            |
|  | Melinae (Arctonyx, Meles)                                                  |
|  |                                                                            |

|  | \| \| Lutrinae (lontre) \| \| \| \| \| \| Mustelinae (Mustela e Neogale) \| \| \| \| |
|  |                                                                                      |
|  | Ictonychinae (Galictis, Vormela, Ictonyx, Poecilogale, Lyncodon)                     |
|  |                                                                                      |
|  | Helictidinae (tassi furetto)                                                         |
|  |                                                                                      |
|  | Lutrinae (lontre)                                                                    |
|  |                                                                                      |
|  | Mustelinae (Mustela e Neogale)                                                       |
|  |                                                                                      |

|  | Lutrinae (lontre)              |
|  |                                |
|  | Mustelinae (Mustela e Neogale) |
|  |                                |

|  | Guloninae (martore in senso stretto, martora di Pennant, taira, ghiottone) |
|  |                                                                            |
|  | Melinae (Arctonyx, Meles)                                                  |
|  |                                                                            |

|  | \| \| Lutrinae (lontre) \| \| \| \| \| \| Mustelinae (Mustela e Neogale) \| \| \| \| |
|  |                                                                                      |
|  | Ictonychinae (Galictis, Vormela, Ictonyx, Poecilogale, Lyncodon)                     |
|  |                                                                                      |
|  | Helictidinae (tassi furetto)                                                         |
|  |                                                                                      |
|  | Lutrinae (lontre)                                                                    |
|  |                                                                                      |
|  | Mustelinae (Mustela e Neogale)                                                       |
|  |                                                                                      |

|  | Lutrinae (lontre)              |
|  |                                |
|  | Mustelinae (Mustela e Neogale) |
|  |                                |

|  | Guloninae (martore in senso stretto, martora di Pennant, taira, ghiottone) |
|  |                                                                            |
|  | Melinae (Arctonyx, Meles)                                                  |
|  |                                                                            |

|  | \| \| Lutrinae (lontre) \| \| \| \| \| \| Mustelinae (Mustela e Neogale) \| \| \| \| |
|  |                                                                                      |
|  | Ictonychinae (Galictis, Vormela, Ictonyx, Poecilogale, Lyncodon)                     |
|  |                                                                                      |
|  | Helictidinae (tassi furetto)                                                         |
|  |                                                                                      |
|  | Lutrinae (lontre)                                                                    |
|  |                                                                                      |
|  | Mustelinae (Mustela e Neogale)                                                       |
|  |                                                                                      |

|  | Lutrinae (lontre)              |
|  |                                |
|  | Mustelinae (Mustela e Neogale) |
|  |                                |

|  | Guloninae (martore in senso stretto, martora di Pennant, taira, ghiottone) |
|  |                                                                            |
|  | Melinae (Arctonyx, Meles)                                                  |
|  |                                                                            |

|  | \| \| Lutrinae (lontre) \| \| \| \| \| \| Mustelinae (Mustela e Neogale) \| \| \| \| |
|  |                                                                                      |
|  | Ictonychinae (Galictis, Vormela, Ictonyx, Poecilogale, Lyncodon)                     |
|  |                                                                                      |
|  | Helictidinae (tassi furetto)                                                         |
|  |                                                                                      |
|  | Lutrinae (lontre)                                                                    |
|  |                                                                                      |
|  | Mustelinae (Mustela e Neogale)                                                       |
|  |                                                                                      |

|  | Lutrinae (lontre)              |
|  |                                |
|  | Mustelinae (Mustela e Neogale) |
|  |                                |

|  | Guloninae (martore in senso stretto, martora di Pennant, taira, ghiottone) |
|  |                                                                            |
|  | Melinae (Arctonyx, Meles)                                                  |
|  |                                                                            |

|  | \| \| Lutrinae (lontre) \| \| \| \| \| \| Mustelinae (Mustela e Neogale) \| \| \| \| |
|  |                                                                                      |
|  | Ictonychinae (Galictis, Vormela, Ictonyx, Poecilogale, Lyncodon)                     |
|  |                                                                                      |
|  | Helictidinae (tassi furetto)                                                         |
|  |                                                                                      |
|  | Lutrinae (lontre)                                                                    |
|  |                                                                                      |
|  | Mustelinae (Mustela e Neogale)                                                       |
|  |                                                                                      |

|  | Lutrinae (lontre)              |
|  |                                |
|  | Mustelinae (Mustela e Neogale) |
|  |                                |

|  | Guloninae (martore in senso stretto, martora di Pennant, taira, ghiottone) |
|  |                                                                            |
|  | Melinae (Arctonyx, Meles)                                                  |
|  |                                                                            |

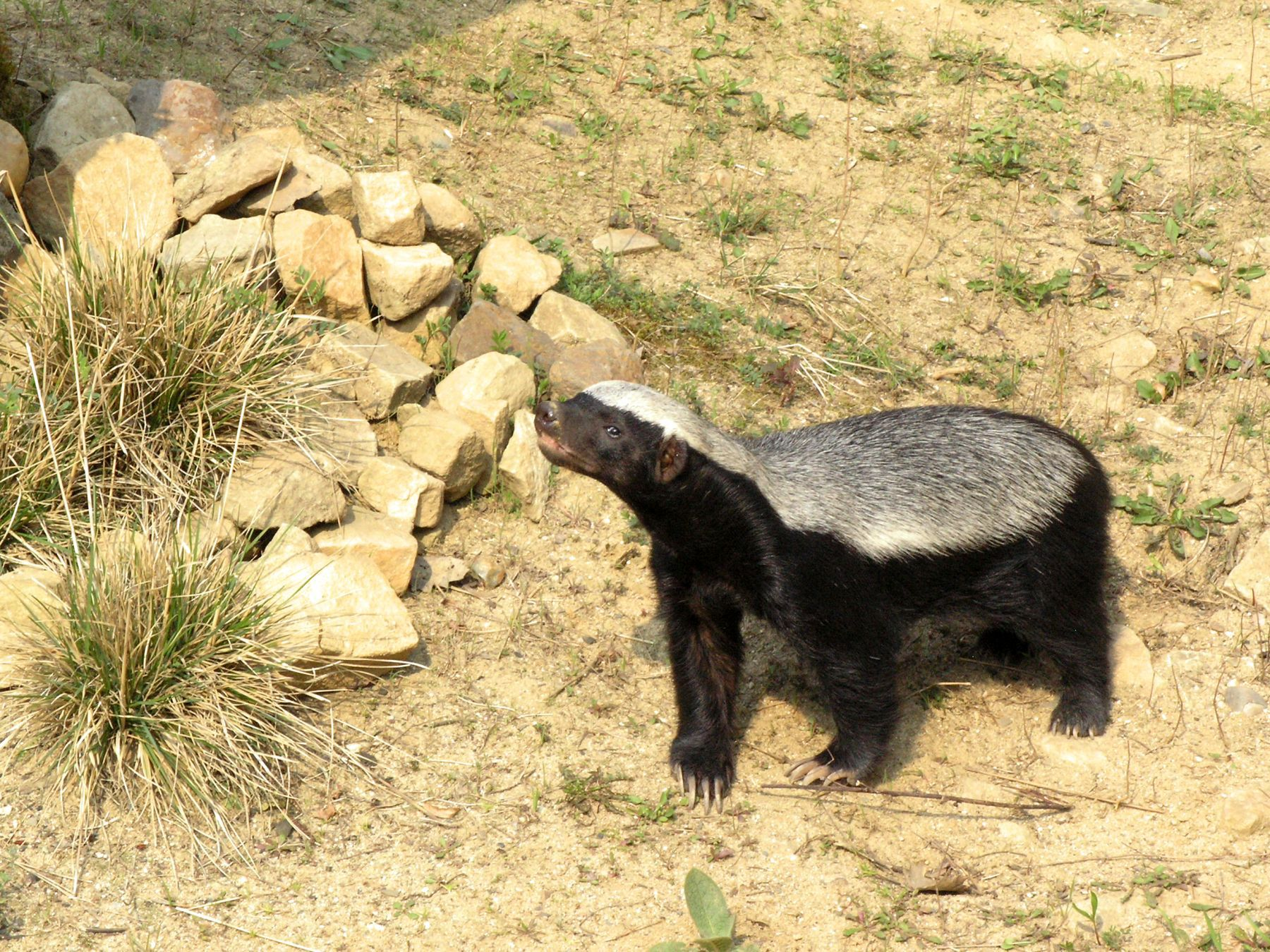
Tasso del miele.

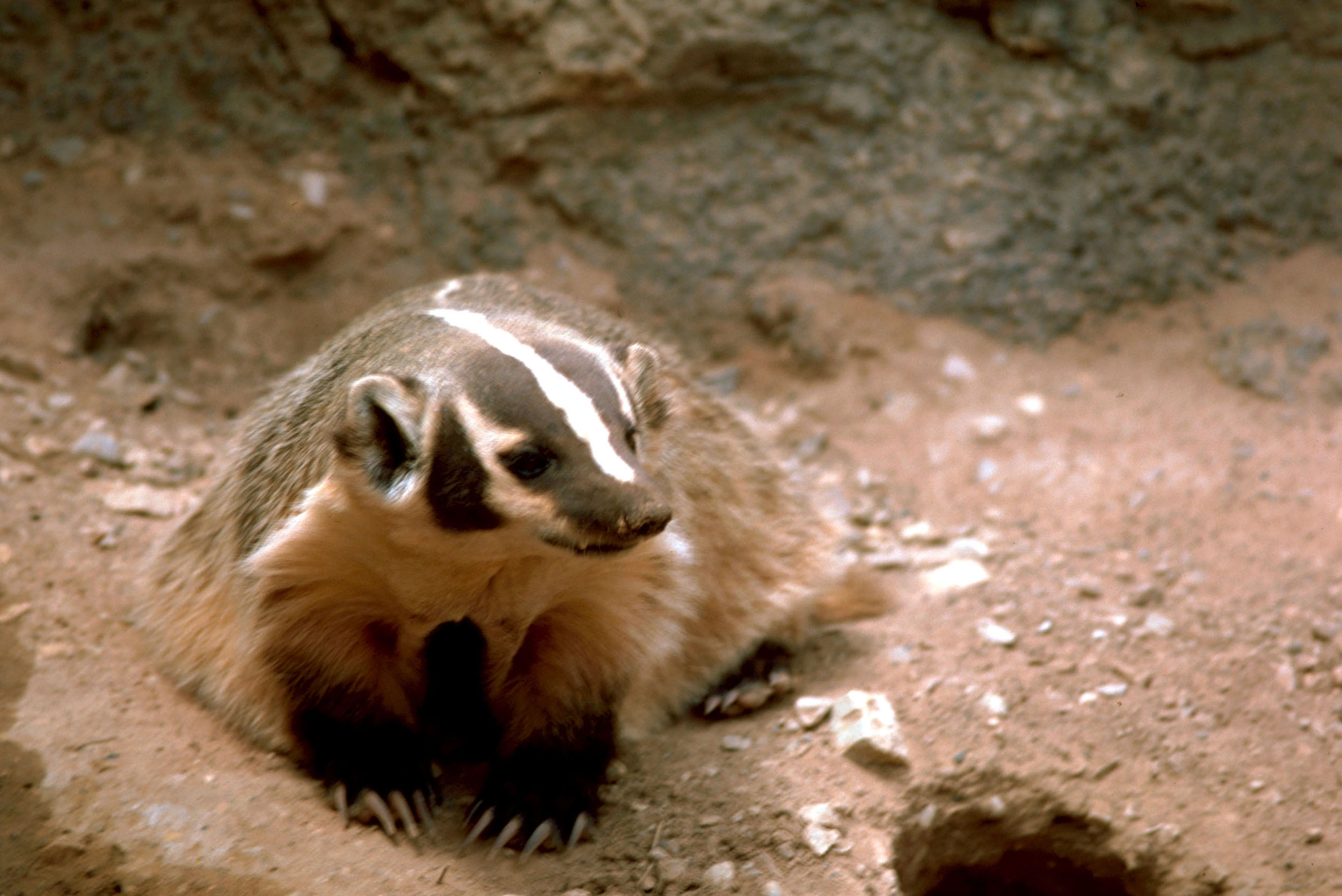
Tasso americano.

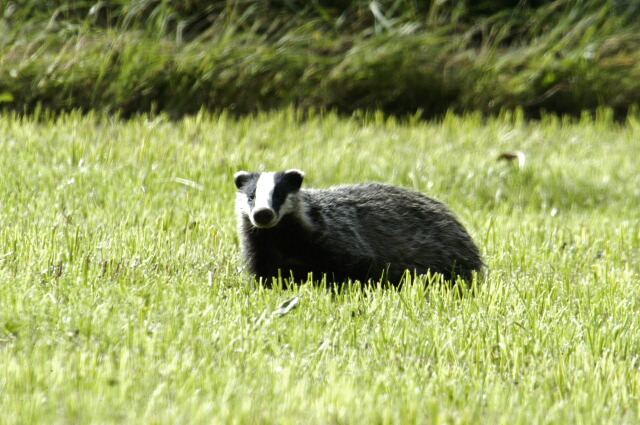
Il tasso europeo è uno dei Mustelidi dalla dieta prevalentemente vegetariana.

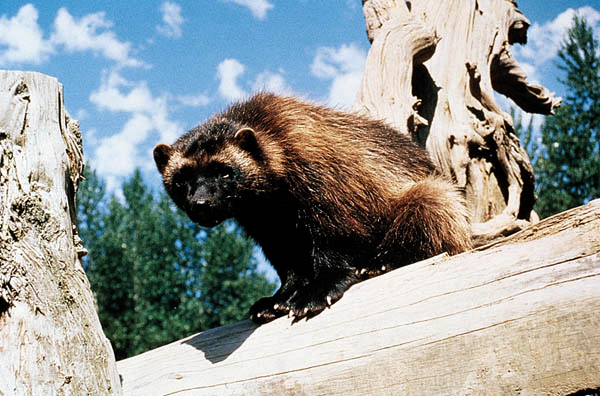
Ghiottone.

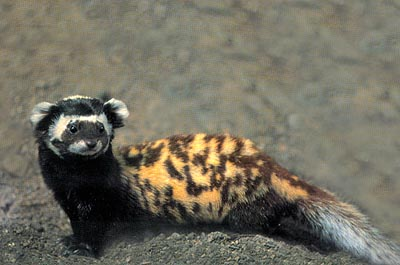
Puzzola marmorizzata.

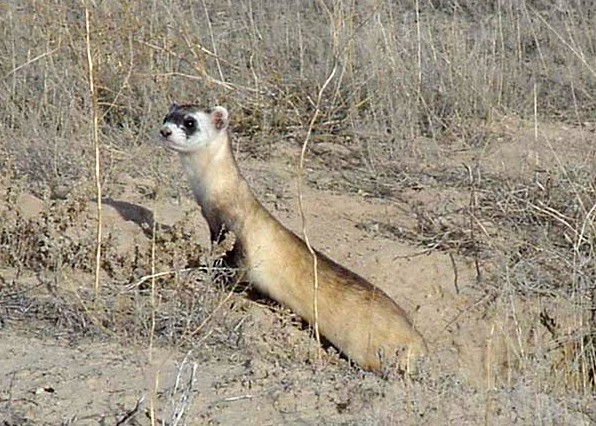
Il furetto dai piedi neri è uno dei Mustelidi più rari.

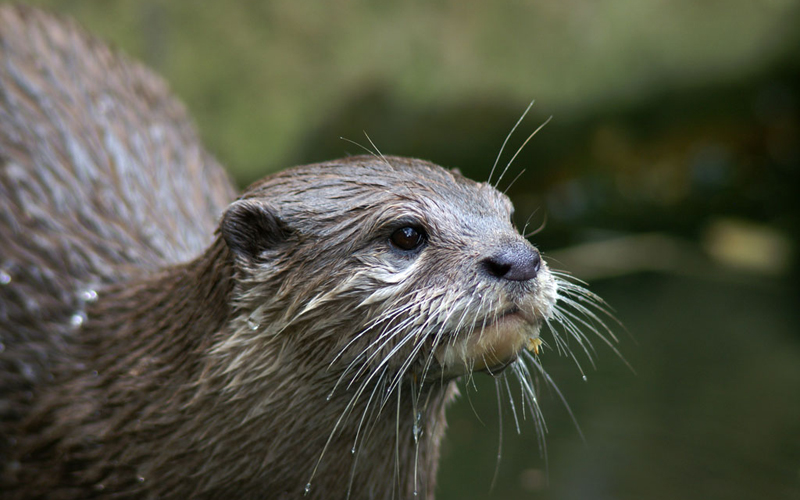
Lontra senza unghie.

I Mustelidi vengono così ripartiti nelle seguenti otto sottofamiglie:
- Taxidiinae
  - tasso americano (Taxidea taxus)
- Mellivorinae
  - tasso del miele (Mellivora capensis)
- Melinae
  - Meles, 4 specie, tra cui il tasso europeo (Meles meles)
  - tassi naso di porco (Arctonyx), 3 specie
- Guloninae[4]
  - martore vere e proprie (Martes), 8 specie
  - ghiottone (Gulo gulo)
  - martora di Pennant (Pekania pennanti)
  - taira (Eira barbara)
- Helictidinae
  - tassi furetto (Melogale), 6 specie
- Ictonychinae[4]
  - grigioni (Galictis), 2 specie
  - Ictonyx, 2 specie: zorilla comune (Ictonyx striatus) e zorilla della Libia (Ictonyx libyca)
  - puzzola marmorizzata (Vormela peregusna)
  - zorilla dalla nuca bianca (Poecilogale albinucha)
  - lincodonte della Patagonia (Lyncodon patagonicus)
- Mustelinae
  - Mustela (donnole, puzzole, visoni e altri), 16 specie
  - Neogale (donnole del Nuovo Mondo), 5 specie, compreso l'estinto visone marino
- Lutrinae
  - lontre del Vecchio Mondo (Lutra), 3 specie, compresa l'estinta lontra giapponese (Lutra nippon)
  - lontra dal collo macchiato (Hydrictis maculicollis)
  - lontra liscia (Lutrogale perspicillata)
  - lontre del Nuovo Mondo (Lontra), 4 specie
  - lontra gigante del Brasile (Pteronura brasiliensis)
  - lontre senza unghie (Aonyx), 3 specie
  - lontra marina (Enhydra lutris)

Un'altra sottofamiglia, quella cui appartengono le moffette o skunk (Mephitinae), viene oggi considerata come una famiglia a parte, quella dei Mefitidi (Mephitidae), a seguiti di test genetici che hanno dimostrato solo una relazione lontana con i Mustelidi. A questa famiglia appartengono, secondo le analisi genetiche, anche i tassi fetidi, che originariamente erano anch'essi annoverati tra i Mustelidi. I parenti più stretti dei Mustelidi sono i Procionidi. I Mefitidi, invece, si separarono dai Mustelidi prima che i Procionidi si separassero e formassero un sister group delle altre due famiglie.

## Evoluzione
In termini evolutivi, i Mustelidi sono un gruppo di Carnivori piuttosto antico, del quale sono stati rinvenuti resti fossili risalenti all'Eocene in Europa e all'Oligocene in Nordamerica e Asia. È probabile che la diffusione di questo gruppo sia stata almeno approssimativamente parallela allo sviluppo dei roditori. Nel Miocene superiore, circa 12-9 milioni di anni fa, ebbe luogo una prima ondata di specializzazione, durante la quale emersero le principali linee evolutive odierne. Tale processo avvenne contemporaneamente ad un raffreddamento del clima terrestre alla fine del Miocene, che provocò l'espansione delle steppe e della vegetazione a parco. È probabile che il diversificarsi dei tipi di vegetazione abbia favorito il diversificarsi dei Mustelidi. Nel Pliocene, circa 5-2 milioni di anni fa, la temperatura media globale scese ulteriormente, creando nuovi habitat come steppe, savane alberate e foreste di conifere nordiche. Ciò aprì nuove nicchie ecologiche per roditori e uccelli canori, e quindi anche per i Mustelidi, loro predatori. Di conseguenza, la maggior parte dei generi odierni si sviluppò durante questa seconda ondata: numerose specie del genere Mustela sono cacciatrici di roditori particolarmente specializzate, mentre diverse specie del genere Martes dipendono dalle zone della taiga nordica.
Il fulcro dello sviluppo evolutivo dei Mustelidi fu l'Eurasia, dove si svilupparono la maggior parte delle sottofamiglie e dei generi. Da lì, vari membri della famiglia migrarono grazie a ponti di terra verso altri continenti come l'Africa e il Nord- e Sudamerica. Ciò accadde già nel Miocene inferiore con i Mustelidi dell'ormai estinta sottofamiglia Leptarctinae e con i cosiddetti paleomustelidi o oligobunini, arrivati in Nordamerica dall'Eurasia. Alla fine del Miocene e all'inizio del Pliocene, generi più recenti come Lutra (che potrebbero rappresentare già il genere americano Lontra, strettamente imparentato) e Mustela migrarono dall'Eurasia al Nordamerica attraverso il ponte di terra di Bering. I tassi in senso stretto (Arctonyx, Meles), attualmente limitati al Vecchio Mondo, erano presenti anche in Nordamerica nel periodo al confine tra Miocene e Pliocene. Anche i tassi nordamericani, oggi rappresentati dal solo tasso americano, erano comuni in Nordamerica nel Miocene superiore con generi quali Chamitataxus e Pliotaxidea. L'ermellino, il furetto dai piedi neri, la donnola e la martora di Pennant potrebbero essere migrati dall'Eurasia al Nordamerica non prima del Pleistocene. In Africa la documentazione fossile dei Mustelidi è scarsa, ma nel continente si svilupparono generi quali Ekorus, il rappresentante più grande conosciuto della famiglia, e la lontra Vishnuonyx. I Mustelidi raggiunsero il Sudamerica tra 3 e 2 milioni di anni fa, nel Pliocene, quando il neonato istmo di Panama consentì il grande scambio americano tra Nord- e Sudamerica. Tutte le specie del Sudamerica discendono da immigrati nordamericani. La lontra gigante del Brasile, oggi endemica del continente, sembra essere strettamente imparentata con Satherium, un genere estinto vissuto in Nordamerica nel Pliocene. In definitiva, anche l'origine di questo genere, come quella di altri Mustelidi sudamericani come i grigioni e il taira, è da ricercarsi probabilmente in Eurasia.